# Archelaos I z Komany
Archelaos I (gr. Αρχέλαος, Archélaos) (zm. 55 p.n.e.) – arcykapłan bogini (Enyo-Ma) w Komanie (pontyjskiej) od 63 p.n.e. do swej śmierci. Syn Archelaosa, wodza Mitrydatesa VI Eupatora Dionizosa, króla Pontu.

## Rządy w Komanie
W r. 63 p.n.e. Pompejusz Wielki, triumwir rzymski, uczynił Archelaosa arcykapłanem świątyni, bogatej i otaczanej wielką czcią, położonej w Komanie pontyjskiej. Przybytek był poświęcony małoazjatyckiej bogini Ma, identyfikowanej przez Rzymian z Belloną. Godność arcykapłana miała charakter władzy królewskiej.

## Małżeństwo z Bereniką IV
Po wygnaniu króla egipskiego Ptolemeusza XII Auletesa, Archelaos przybył do Egiptu, by ożenić się z jego córką Bereniką. Przekonał jej mieszkańców, że jest synem króla Pontu Mitrydatesa VI, krewnego Lagidów. Pod koniec r. 56 p.n.e. w Aleksandrii doszło do ślubu między nim a Bereniką IV. Archelaos sprawował u boku żony władzę nad Egiptem. Władza nie trwała długo. W r. 55 p.n.e. rzymski prokonsul Syrii i legat Pompejusza Aulus Gabiniusz postanowił przywrócić tron Ptolemeuszowi XII, podobno za kwotę 10 tys. talentów. Wyprawa wyruszyła s Syrii w marcu br. Pretekstem wojny było to, że Berenika i Archelaos rzekomo wspierali piratów grasujących w okolicach wybrzeża syryjskiego. Archelaos kazał kopać umocnienia i tworzyć obronę. W czasie kilku potyczek zginął. Marek Antoniusz polecił zwłoki ubrać w purpurowe szaty królewskie oraz pochować je. W innej wersji Archelaos został złapany przez Gabiniusza oraz zabity. Berenika IV, wdowa po Archelaosie, została stracona wraz z jej stronnikami na rozkaz ojca Ptolemeusza XII Auletesa, który wstąpił ponownie na tron egipski. Majątki zabitych przeznaczył na pokrycie swych wierzytelności. Archelaos z pierwszą nieznaną z imienia żoną miał syna Archelaosa II, który objął po nim urząd arcykapłana w Komanie.